# Valentino Bompiani
Valentino Bompiani (Ascoli Piceno, Marques, 1898 — Milà, 23 de febrer de 1992) va ser un escriptor i dramaturg italià.
El seu teatre té com a temàtica l'angoixa existencial. El 1929 va fundar l'editorial Bompiani.

## Obres
- Albertina (1948)
- Anche i grassi hanno l'onore (1950)
- Paura di me (1951)
- Lamento d'Orfeo (1961)